# Kyle Bay, New South Wales
Kyle Bay este o suburbie în Sydney, Australia.